# Racheengel (1992)
Racheengel (Originaltitel: L’angelo con la pistola) ist ein Thriller des italienischen Regisseurs Damiano Damiani aus dem Jahr 1992.

## Handlung
Als sie noch ein Kind war, wurde die Familie der jungen Lisa von der Mafia grausam ermordet. Nun schmiedet sie Rachepläne. In einer Papiertüte in der U-Bahn findet sie zufällig eine Waffe. Ein desillusionierter Kommissar verbündet sich mit ihr, um mit ihr durch die ganze Welt zu reisen, um alle zu töten, die für den Tod von Lisas Eltern verantwortlich sind. Bald verwandelt sich der Rachefeldzug in einen Blutrausch. Erst als Lisa die Hure Teresa kennenlernt, wendet sich das Blatt. Der Kommissar wird erschossen.

## Kritik
„Spannender Kriminalfilm, der im Gewissenskonflikt seiner Protagonisten die Fragwürdigkeit der Selbstjustiz ebenso deutlich macht wie die Hilflosigkeit einer käuflichen Gesellschaft gegenüber dem organisierten Verbrechen. Gut besetzt und gespielt, realistisch hart, aber nicht brutal in Szene gesetzt, im übermäßigen Gebrauch des Zoom-Objektivs an Stelle des Schnitts auffallend altmodisch.“

„Regisseur Damiani gelang ein harter, intelligenter, glaubhafter Thriller.“

„Brillanter Film von Damiano Damiani, sowohl die gekonnte Inszenierung als auch die überzeugenden Darsteller, vor allem in der längeren TV-Fassung, sind mehr als beeindruckend in diesem leider zu Unrecht ziemlich unbekannten Film des Regisseurs.“

„Der italienische Gegenwartsbewältiger Damiano Damiani hat nach zahllosen, oft hochgelobten Anti-Mafia-Dramen, die regelmäßig die Machtlosigkeit des Gerechten dokumentierten, im fortgeschrittenen Alter die Charles-Bronson-Methode der offensiven Kriminalitätsbekämpfung für sich entdeckt. Als ziemlich eindeutige ‚Nikita‘-Kopie läßt er die aparte Tahnee Welch als Todesfee von der Leine und spart nicht mit Filmblut, wenn die Dunkelmänner dran glauben müssen. Schwung und Spannung wollen sich dabei leider nicht recht einstellen. So wird Damianis Selbstjustiz-Drama die eigentliche Zielgruppe nur schwer erreichen. Fazit: Durchschnittliche Thriller-Ware für das gutsortierte Programm ohne größere Charts-Ambitionen.“